# مارک ویلز
مارک ویلز (زاده ۸ اوت ۱۹۷۳) خواننده و نوازنده گیتار اهل ایالات متحده آمریکا است.

## اوایل زندگی
ویلز در بلو ریج، جورجیا به دنیا آمد.

## زندگی شخصی
در سال ۱۹۹۶، ویلز با همسرش، کایلی ازدواج کرد که او را دراستودیو موسیقی آتلانتا، باکبورد، ملاقات کربود. آنها دو دختر دارند.

## موسیقی
- ۱۹۹۶: مارک ویلز
- ۱۹۹۸: کاش اینجا بودی
- ۲۰۰۰: به‌طور دائم
- ۲۰۰۱: عاشقانه هر دقیقه
- 2003: And the Crowd Goes Wild
- ۲۰۰۸: غریبه آشنا
- ۲۰۱۱: به دنبال آمریکا

## جوایز و نامزدها
| سال  | اتحادیه                    | دسته‌بندی                | نتیجه |
| ---- | -------------------------- | ----------------------- | ----- |
| ۱۹۹۸ | جوایز آکادمی موسیقی کانتری | برترین خواننده مرد جدید | برنده |

## فیلم‌شناسی
| فیلم | فیلم     | فیلم         | فیلم            |
| سال  | فیلم     | نقش          | یادداشت         |
| ---- | -------- | ------------ | --------------- |
| ۲۰۰۰ | تام سایر | هاکل بری فین | مستقیم به ویدیو |